# Mick Thomson
Michael Thomson (Des Moines, Iowa, 3 de noviembre de 1973) es un músico estadounidense, conocido por ser uno de los guitarristas de la banda estadounidense Slipknot.
Thomson originalmente se reunió con los miembros fundadores de Slipknot, Anders Colsefni, Donnie Steele y Paul Gray a través de su participación mutua en la banda de death metal Body Pit, y luego reemplazó a Craig Jones en el grupo en 1996. Tras la partida de Joey Jordison en 2013 y Craig Jones en 2023, Thomson es ahora el segundo miembro de mayor duración en Slipknot.

## Vida y carrera
Comenzó a tocar la guitarra a los 16 años de edad. Antes de tocar en la banda, Mick era profesor de guitarra en una escuela local de Des Moines, Iowa, dio varias clases de guitarra junto a otros virtuosos como Oz Fox (Stryper).
Antes de participar en Slipknot, Thomson estuvo en la banda Bodypit con antiguos miembros de la banda Slipknot Anders Colsefni, Donnie Steele y el difunto bajista Paul Gray.
Como la segunda guitarra en Slipknot, conocen a Mick por tener el tatuaje con la palabra Seven (siete) a su brazo izquierdo, que fue hecho por Matt Kiley, y en el mástil de su guitarra.
Usa una técnica característica de guitarra; en el álbum Vol. 3: (The Subliminal Verses), Mick y Jim finalmente añadieron solos de guitarra en el álbum, a diferencia de los 2 álbumes anteriores, porque el productor Ross Robinson de Slipknot piensa que la adición de solos de guitarra no era buena idea.[cita requerida]
Thomson tiene una fascinación por los asesinos en serie. Sobre el tema Thomson ha dicho, Si yo fuera un asesino famoso, me gustaría tener algunos de los puntos más finos de un buen número de ellos Albert Fish y Ed Gein primavera a la mente. Pero yo no soy una persona violenta por naturaleza. No me jodas, y todo irá bien.
Mick tiene una serie de tatuajes en su cuerpo: tiene la palabra 嫌恶 en su brazo derecho (que significa detestar y disgusto en mandarín y odio en japonés), la palabra Siete en su antebrazo izquierdo, un demonio tratando de violar a un ángel en el hombro (en realidad obras de arte de banda de death metal Immolation del primer álbum, Dawn of Possession), en su otro hombro un tatuaje de Paul Booth, uno cruz invertida en su parte superior, Slipknot va por su pantorrilla derecha, y el signo zodiacal de Escorpio en su pantorrilla izquierda.
Thomson se unió a Slipknot en el verano de 1996, reemplazando a Craig Jones en la guitarra después de que se convirtió en la muestra de la banda a tiempo completo. El primer álbum de Slipknot en el que Thomson actuó fue el debut homónimo (self-titled debut) de 1999. Hablando sobre el proceso de grabación del álbum, recordó en una entrevista para la revista Revolver que "fue un infierno hacer ese maldito disco", principalmente debido a la falta de dinero del grupo, la mala calidad de la comida y otros miembros de la banda. Al unirse a la banda, Thomson usó una máscara de hockey que compró en una tienda, parecida a la que usó Hannibal Lecter en la película El silencio de los corderos. La máscara del guitarrista se mantendría igual a lo largo de su carrera, con solo algunos cambios menores realizados en cada ciclo de álbum, lo que según él se debe a que "prácticamente lo clavó ... por poder entender cómo soy". Hablando en 2008, Thomson le restó importancia al diseño y significado de la máscara, y proclamó que "tenía mi máscara original de látex de hockey y luego la de cuero. Estaba utilizando esos diseños y se transformó en lo que es ahora. No hay nada de locura creativa en eso". Thomson también eligió el número 7 en la banda, alegando que era su" número de la suerte ". Fuera de Slipknot, Thomson ha colaborado con varias otras bandas. Junto con el bajista de Slipknot, Paul Gray, apareció en un álbum tributo a la muerte (death) organizado por James Murphy. En 2007, realizó el segundo solo de guitarra en "Deliver My Enemy" de Malevolent Creation, lanzado en Doomsday X. Hablando sobre su aparición en la canción, que fue diseñada en parte por el DJ Sid Wilson de Slipknot, Thomson afirmó que estaba "orgulloso de haber sido invitado a formar parte de esta grabación". En 2011, tocó la guitarra principal invitado en el álbum Deathtrip 69 de Necrophagia. Thomson también aparece en el video musical de "No Pity on the Ants" de la banda de thrash metal Lupara, dirigida por Frankie Nasso y lanzada en 2007.

## Máscara
La primera máscara de Mick era de hockey, pero luego la cambió por una máscara de cuero que parece de metal, porque se considera un hombre frío y rudo (las primeras versiones de su actual máscara eran cuero pintado de gris). Su segunda máscara era de facciones cómicas, parecida a su primera máscara de hockey, es curioso ver aquella fusión de características, como es posible en el vídeo Spit it Out. Como dato extra, su máscara vendría a significar odio (Hate en inglés), palabra escrita en todo el equipo del guitarrista,
Él dice que su máscara actual es un éxito y que no la va a cambiar en mucho tiempo.
La actual es idéntica salvo el material (ahora es realmente de metal en contraste a las anteriores que eran de látex).
Mick es el integrante de la banda con menos transformaciones en sus máscaras y dice que su máscara representa su frialdad, su falta de sentimientos.

## Equipo

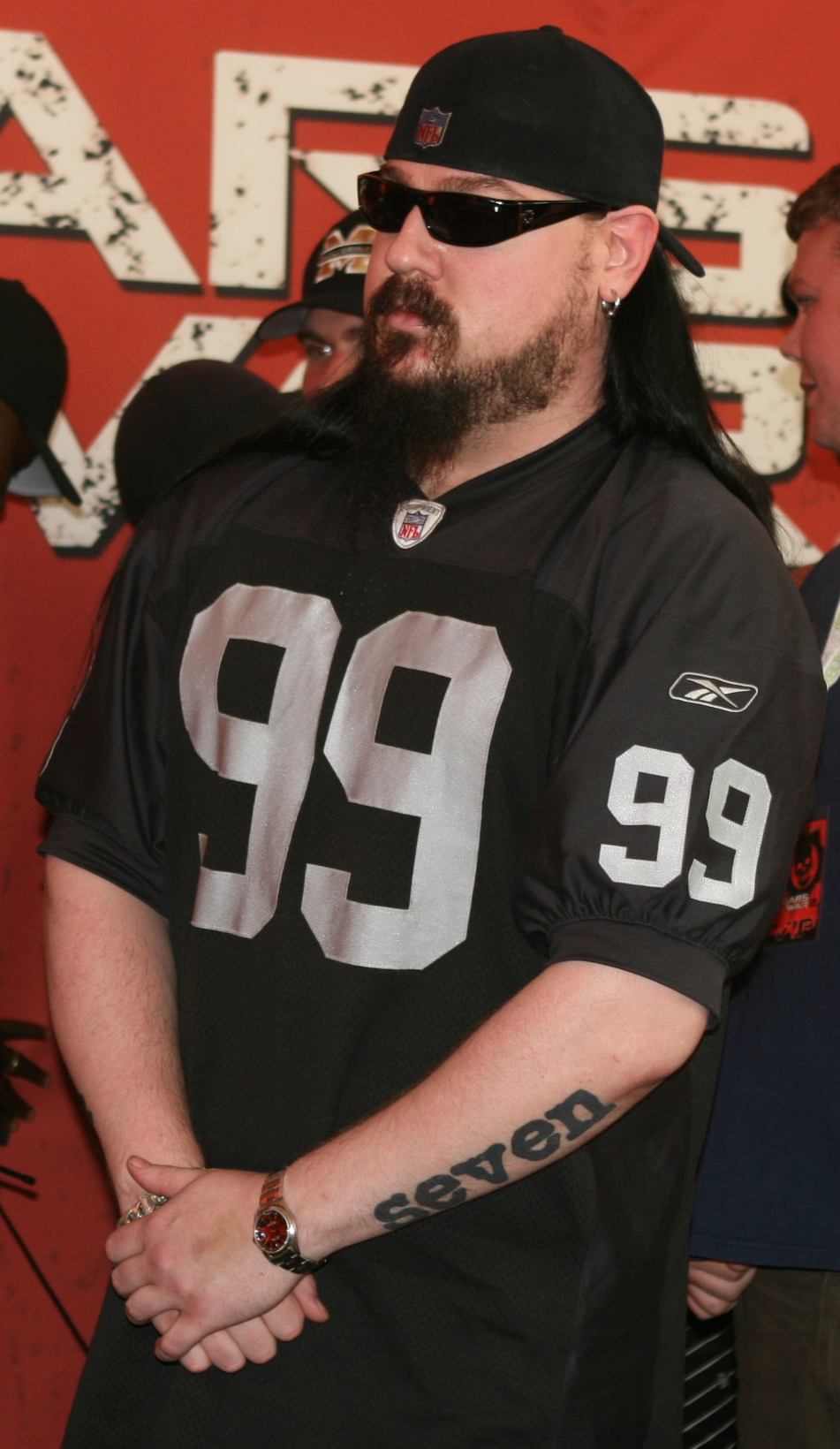
Mick Thomson sin máscara.

Mick usa sus propias guitarras de uso personal, en Slipknot e Iowa usaba su guitarra personalizada B.C. Rich Warlock negra que tenía la palabra "HATE" escrita en el diapasón de la misma.
Durante Vol. 3: (The Subliminal Verses) dejó de usar su guitarra B.C. Rich y empezó a usar otra guitarra propia una Ibanez Mtm-1 que es roja con la palabra "SEVEN" en el diapasón. Para All Hope Is Gone sólo usa la Ibanez, pero ahora en varios colores como blanco, verde, azul, rojo, negro, plateado, etc, al igual, con "SEVEN" en el mástil como se puede ver en Making of All Hope is Gone.
Sus amplificadores son Rivera y tienen un 7 en la pantalla, haciendo referencia a su número en Slipknot.

## Discografía

### Slipknot
- 1999 Slipknot
- 2001 Iowa
- 2004 Vol. 3: (The Subliminal Verses)
- 2005 9.0: Live
- 2008 All Hope Is Gone
- 2014 .5: The Gray Chapter
- 2019 We Are Not Your Kind
- 2022 The End, So Far

### Malevolent Creation
- 2007 Doomsday X

## Filmografía
- 1999: Welcome to Our Neighborhood
- 2002: Disasterpieces
- 2002: Rollerball
- 2006: Voliminal: Inside the Nine
- 2008: Nine: The Making of "All Hope Is Gone"
- 2009: Of the (sic): Your Nightmares, Our Dreams
- 2010: (sic)nesses
- 2017 Day of the Gusano: Live in Mexico